# Tupoljev Tu-144
Tupoljev Tu-144 (NATO oznaka: "Charger'"), "vzdevek Konkordski", je bilo prvo komercialno nadzvočno potniško letalo. Razvili so ga v Sovjetski zvezi v biroju OKB Tupoljev, pod vodstvom Alekseja Tupoljeva. S programom so začeli leta 1962 in sta s Concordom edini komercialni nadzvočni potniški letali. Prvi prototip je poletel 31. decembra 1968 blizu Moskve, dva meseca pred Concordom. 26. maja 1970 je kot prvo komercialno letalo preseglo 2 Macha.
Leta 1973 Tu-144 strmoglavil na Pariškem letalskem sejmu. To je podaljšalo razvojni čas, v komercialno uporabo je vstopil dve leti po Concordu. Maja 1978 je strmoglavil drugi Tu-144D. Flota je bil prizemljena po samo 55 rednih letih na relaciji Moskva - Almati (Alma-Ata); potniški prevozi so trajali le sedem mesecev, od 1. novembra 1977 do 1. julija 1978. Potem so letalo občasno uporabljali kot tovorno letalo do leta 1983 s samo 102 komercialnimi leti. Skupno so letala Tu-144 vzletela 2556 krat in dosegla nelet 4110 ur.
Razlog za prenehanje komercialne uporabe so bili previsoki stroški za vzdrževanje in gorivo, ob nizki kupni moči sovjetskih prebivalcev. 
Poleg komercialnih letov so letala uporabljali za treniranje pilotov Burana v ruski vesoljski agenciji. Uporabljala ga je tudi ameriška vesoljska agencija NASA.
Čeprav je zelo podoben Concordu, ima malce drugačna krila, motorje in krmilni sistem. Concorde ima elektronsko krmiljene motorje, Tupoljev pa slabše sisteme za krmiljenje motorjev in zaviranje. Tu-144 je poleg Tu-134 edino komercialno letalo z zaviralnim padalom. Concorde je uporabljal gorivo za hlajenje potniške kabine med letom, pri nadzvočnem letu se namreč letalo zaradi trenja zelo segreje. Tu-144 je uporabljal ločene sisteme, zaradi česar se je povečala teža.
Za dvakratno hitrost zvoka so zaželeni turboreaktivni motorji (Concorde je uporabil Rolls-Royce/Snecma Olympus 593), ki pa niso bili na voljo v Rusiji. Zato so uporabili turboventilatorske Kuznecov NK-144. Imeli so večji zračni upor in so zahtevali uporabo dodatnega zgorevanja za potovalno hitrost 2430 km/h. Letalo je imelo manjši dolet v primerjavi z Concordom. Model Tu-144D (6 proizvedenih letal) je imel turboreaktivne Kolesov RD-36-51, ki so skoraj podvojili doseg na 6500 kilometrov. 
Pristajanje tako Tu-144 kot Concorda je precej težje v primerjavi s konvencionalnimi potniški letali. Imata manjši razpon kril, krili sta ožji in delta oblike, zato je potrebna večja pristajalna hitrost. Tudi vidljivost je slabša, na Tu-144 se pilotska kabina lahko nagne navzdol za lažje pristajanje.

## Tehnične specifikacije
- Posadka: 3
- Kapaciteta: 140 potnikov (11 prvi razred & 129 ekonomski)
- Dolžina:  65,50 m (215,54 ft)
- Razpon kril: 28,80 m (94,48 ft)
- Višina: 12,50 m (41,00 ft)
- Površina kril: 506,35 m² (5450 ft²)
- Prazna teža: 99200 kg (218500 lb)
- Naložena teža: 125000 kg (275330 lb)
- Maks. vzletna teža: 207000 kg (455950 lb)
- Motorji: 4 × Kolesov RD-36-51 reaktivni motor, 200 kN (44.122 lbf) vsak

- Potovalna hitrost: Mach 2,15 (2.120 km/h (1.320 mph))
- Največja višina leta: 20.000 m (65.600 ft)
- Hitrost vzpenjanja: 3.000 m/min (9.840 ft/min)
- Obremenitev kril: 410,96 kg/m² (84,20 lb/ft²)
- Razmerje potisk/masa: 0,44